# Gottes Sohn ist kommen
Gottes Sohn ist kommen ist ein Adventslied, dessen Text Michael Weiße zugeschrieben wird, und das in Johann Horns Gesangbuch der Böhmischen Brüder 1544 erstmals veröffentlicht wurde. Es steht im Evangelischen Gesangbuch unter Nr. 5.

## Inhalt
Das Lied entfaltet das Kommen des Herrn in dreifachem Zeitmodus: „Ist kommen“ (Strophe 1), „kommt auch noch heute“ (Strophe 2), „wird kommen“ (Strophe 7). Eingangs wird das adventliche Kommen dieses Herrn in Armut auf die Erde als das des Befreiers und Lösers geschildert. Dem Ruf zur Buße (Strophe 2) folgt die Zusage der Vergebung an jene, die im Vertrauen hinzutreten (Strophe 3), die Sakramente als Geschenk empfangen (Strophe 4) und im Blick auf ein freudiges „von hinnen scheiden“ (verklammert mit Str. 9 „darinnen verscheiden“) dem Jüngsten Gericht (Strophe 5) entgegengehen. Die Strophen 6 bis 9 entfalten das Gleichnis vom Endgericht (Mt 25,31–41 ).

## Geschichte und Rezeption
Das Lied gehört zu einer Gruppe von 32 Liedern, die in der Ausgabe des Gesangbuchs der Böhmischen Brüder von 1544 gegenüber Michael Weißes Neu Gesengbuchlein von 1531  neu hinzugekommen sind. Die naheliegende Vermutung, die Texte dieser Lieder stammten von Johann Horn, dem Herausgeber der Ausgabe von 1544, wird von dem Hymnologen Martin Rößler als unwahrscheinlich eingeschätzt, da Horn im Vorwort erklärt, dass er einerseits mit Weißes poetischen Fähigkeiten nicht konkurrieren könne, zum anderen Weiße nach einem Streit über die Abendmahlslehre seine Texte überarbeitet und ergänzt habe. Rößler vertritt daher die Ansicht, der Text stamme möglicherweise aus dem Nachlass des 1534 verstorbenen Michael Weiße, in dessen Personalstil es nahtlos passe.
Das Lied ist in mehreren späteren Auflagen des Liederbuches der Böhmischen Brüder nicht enthalten. Vielfach entfernten bestimmte Ausgaben die – wohl als anstößig empfundenen – Gerichtsstrophen 6–8. Im Deutschen Evangelischen Gesangbuch fehlt es. Otto Riethmüller nahm es in sein Jugendgesangbuch Ein neues Lied (1932) mit fünf Strophen auf; außer den Gerichtsstrophen fehlt dort auch die Sakramentsstrophe 4. Das Evangelische Kirchengesangbuch (1950) bietet erstmals die bis heute gebräuchliche Fassung mit der „entschärften“ Version von Strophe 8.

## Text

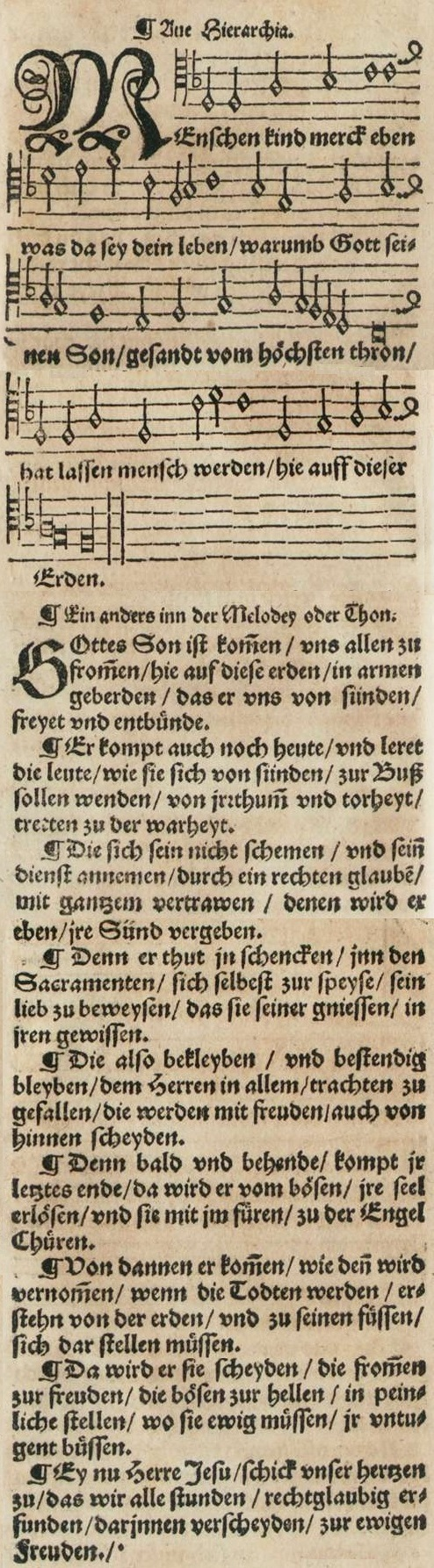
Gottes Sohn ist kommen 1544; unter der Melodie der Text der ersten Strophe des vorhergehenden Liedes

1. Gottes Sohn ist kommen

uns allen zu Frommen

hier auf diese Erden

in armen Gebärden,

daß er uns von Sünde

freie und entbinde.

2. Er kommt auch noch heute

und lehret die Leute,

wie sie sich von Sünden

zur Buß sollen wenden,

von Irrtum und Torheit

treten zu der Wahrheit.

3. Die sich sein nicht schämen

und sein’ Dienst annehmen

durch ein’ rechten Glauben

mit ganzem Vertrauen,

denen wird er eben

ihre Sünd vergeben.

4. Denn er tut ihn’ schenken

in den Sakramenten

sich selber zur Speisen,

sein Lieb zu beweisen,

daß sie sein genießen

in ihrem Gewissen.

5. Die also fest glauben

und beständig bleiben,

dem Herren in allem

trachten zu gefallen,

die werden mit Freuden

auch von hinnen scheiden.

6. Denn bald und behende

kommt ihr letztes Ende;

da wird er vom Bösen

ihre Seel erlösen

und sie mit sich führen

zu der Engel Chören.

7. Wird von dannen kommen,

wie dann wird vernommen,

wenn die Toten werden

erstehn von der Erden

und zu seinen Füßen

sich darstellen müssen.

8. Da wird er sie scheiden:

seines Reiches Freuden

erben dann die Frommen;

doch die Bösen kommen

dahin, wo sie müssen

ihr Untugend büßen.

9. Ei nun, Herre Jesu,

richte unsre Herzen zu,

daß wir, alle Stunden

recht gläubig erfunden,

darinnen verscheiden

zur ewigen Freuden.

## Melodie
Die Melodie stammt von dem spätmittelalterlichen lateinischen Marienlied Ave hierarchia aus der Abtei Hohenfurth in Südböhmen (1410).  Von Michael Weiße wurde sie 1531 in die erste Ausgabe des Gesangbuchs der Böhmischen Brüder zu dem Lied Menschenkind, merk eben übernommen.
Sie wurde u. a. von Johann Sebastian Bach im Orgelbüchlein bearbeitet (Gott, durch deine Güte, BWV 600). 